# Jean-Christophe Taumotekava
Jean-Christophe Taumotekava, né le 10 février 1987 à Nouméa en Nouvelle-Calédonie, est un karatéka français.
Il est médaillé de bronze de kata par équipe aux Championnats d'Europe de karaté 2009 et médaillé de bronze en kumite (catégorie des moins de 84 kg) aux Championnats d'Europe de karaté 2011.
Il est également sacré champion de France de kumite en moins de 84 kg en 2009.